# Così vicini
(Cristina Donà, Perpendicolare)
Così vicini è l'ottavo album discografico in studio della cantautrice Cristina Donà, pubblicato nel settembre 2014.

## Il disco
(da un'intervista di Cristina Donà)
Il disco esce nel giorno del compleanno dell'artista per l'etichetta discografica indipendente Qui Base Luna. È anticipato dalla pubblicazione della "title track" Così vicini, canzone pubblicata come singolo il 12 settembre 2014.
Come in molti dei precedenti lavori, Cristina Donà è affiancata in studio e nella parte autorale da Saverio Lanza.

## Tracce
Testi di Cristina Donà, eccetto dove indicato, musiche di Cristina Donà e Saverio Lanza.
1. Così vicini – 4:06 (testo: Cristina Donà, Saverio Lanza)
2. Il senso delle cose – 4:17
3. Il tuo nome – 3:58
4. Corri da me – 3:05
5. Siamo vivi – 3:09
6. Perpendicolare – 3:58
7. L'imprevedibile – 3:22
8. L'infinito nella testa – 4:26
9. La fame (di te) – 4:20
10. Senza parole – 5:08

## Formazione
- Cristina Donà - voce, chitarra
- Saverio Lanza - chitarra, basso, programmazione, cori
- Piero Monterisi - batteria
- Cristiano Calcagnile - batteria, percussioni, glockenspiel, cembalo, campanaccio
- Fabrizio Morganti - batteria
- Simone Santini - sax contralto

## Vendite
L'album ha debuttato alla posizione numero 12 della classifica degli album più venduti in Italia redatta dalla FIMI.